# Tachikawa Ki-70
Il Tachikawa Ki-70 (キ70?), al quale venne assegnato dagli alleati il nome in codice Clara, fu un aereo da ricognizione veloce bimotore, triposto e monoplano ad ala bassa, sviluppato dall'azienda aeronautica giapponese Tachikawa Hikōki KK nei primi anni quaranta e rimasto allo stadio di prototipo.
Destinato a sostituire il precedente Mitsubishi Ki-46 nei reparti da ricognizione aerea della Dai-Nippon Teikoku Rikugun Kōkū Hombu, la componente aerea dell'Esercito imperiale giapponese, non riuscì ad esprimere prestazioni superiori al modello che avrebbe dovuto rilevare in servizio ed il suo sviluppo venne interrotto.

## Storia del progetto
Nel marzo 1939 il Kōkū Hombu, l'allora ministero dell'aviazione del Giappone, emise una specifica per la fornitura di un nuovo modello adatto a missioni di fotoricognizione aerea ad alta quota le cui caratteristiche permettessero di superare le prestazioni in velocità e raggio d'azione della precedente specifica del 1937 alla quale stava lavorando la Mitsubishi Jūkōgyō e che si sarebbe concretizzata nel Mitsubishi Ki-46 che volò nel novembre di quello stesso anno.
A tale scopo venne contattata la Tachikawa Hikōki, il cui ufficio tecnico elaborò il disegno relativo ad un velivolo bimotore, monoplano ad ala bassa, con carrello d'atterraggio retrattile caratterizzato da un'ala a profilo laminare, dalle ampie finestrature in fusoliera per agevolare i compiti dei tre membri dell'equipaggio e dalla coda dall'impennaggio bideriva per ottimizzare il campo di tiro della postazione difensiva affidata al mitragliere posteriore. Per la propulsione si fece affidamento ad una coppia di motori radiali 18 cilindri doppia stella Mitsubishi Ha-104M che dai dati teorici, grazie alla disponibilità di una potenza di 1 900 hp (1 417 kW) ciascuno, avrebbe consentito di raggiungere una velocità di 647 km/h (circa 350 kt) a una quota di 5 400 m (17 717 ft).
La fase di sviluppo e la costruzione dei tre prototipi previsti procedette piuttosto lentamente, tanto che il primo di questi fu completato solamente nel febbraio 1943. Le prove in volo, effettuate nel corso dell'anno, rivelarono che il modello era affetto da alcuni problemi insanabili dovuti a una massa più elevata del previsto, con l'ala laminare gravata da un eccessivo carico che si ripercuoteva sulle caratteristiche di volo; durante le prove, inoltre, l'aereo riuscì a raggiungere una velocità massima di soli 604 km/h, inferiore di 26 km/h a quella raggiunta dalla variante Ki-46-III.
Nel tentativo di ovviare al problema il terzo prototipo venne equipaggiato con una coppia di motori Mitsubishi Ha-211-I Ru da 2 200 hp (1 641 kW) dalla medesima architettura, ma essendo questi ancora gravati da problemi di affidabilità venne deciso di abbandonare lo sviluppo del progetto.

## Utilizzatori
Giappone
- Dai-Nippon Teikoku Rikugun Kōkū Hombu

utilizzato solo in fasi di valutazione.